# Аксиджим
Аксиджим (на турски: Aksicim) е село в Източна Тракия, Турция, Вилает Лозенград. Околия Виза.

## География
Селото се намира на 9 км западно от Мидия.

## История
Според статистиката на професор Любомир Милетич в 1913 година в Аксими живеят 100 гръцки семейства.